# Fratura sacral
Uma fratura sacral é uma fratura no osso sacro. O sacro é o grande osso triangular que forma a última parte da coluna vertebral a partir da fusão das cinco vértebras sacrais que são fusionadas. As fraturas sacrais são relativamente incomuns. Tendem a ser causadas por traumas de alta energia, por exemplo, em acidentes de trânsito ou em quedas. São heterogêneas (o que significa que o osso pode quebrar em vários lugares diferentes, de várias maneiras diferentes) e quase sempre aparecem junto com outras lesões. Isso os torna difíceis de diagnosticar e tratar. Tal como acontece com outros tipos de fraturas, a osteoporose é um fator de risco. O manejo pode ou não incluir cirurgia.

## Classificação
O Sistema de Classificação de Denis classificou as fraturas sacrais em três regiões de acordo com a parte do osso afetada. A localização da fratura tem grande influência nos sintomas experimentados.
- Zona 1 (asa), pode causar ruptura da raiz nervosa da quinta vértebra lombar (L5)
- Zona 2 (forames sacrais), pode causar ciática
- Zona 3  (canal sacral), pode causar síndrome da cauda equina